# Stephen Zack
Pour les articles homonymes, voir Zack.
Stephen Zack, né le 10 décembre 1992, à New Cumberland, en Pennsylvanie, est un joueur américain de basket-ball. Il évolue au poste d'arrière.

## Palmarès
- Championnat de Bulgarie:
  - Vainqueur: 2017.
- Championnat de Lettonie:
  - Vainqueur: 2019.